# Point d'accès sans fil
Ne doit pas être confondu avec Protocole WAP.
Pour les articles homonymes, voir WAP.

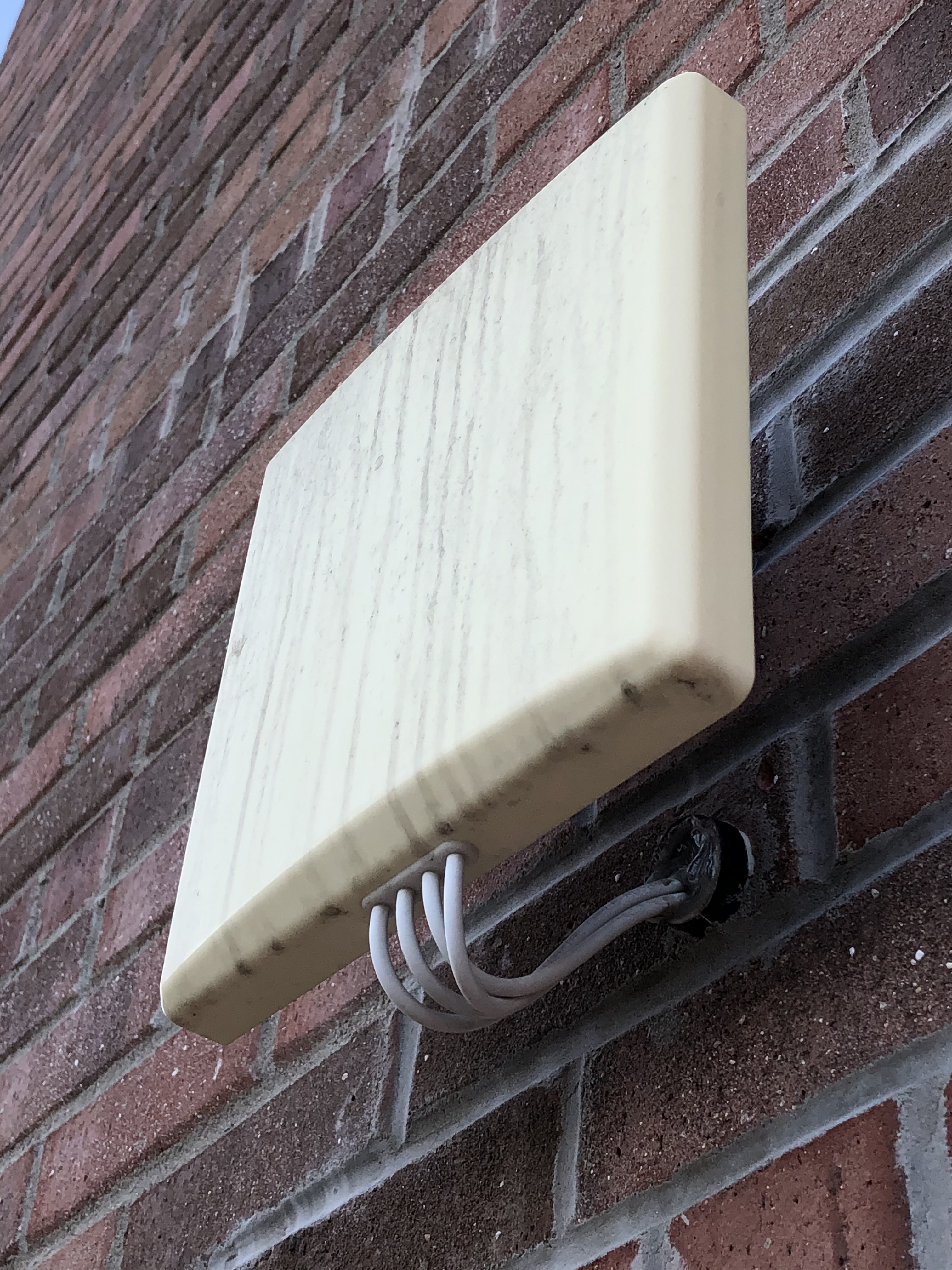
Photographie d'un point d'accès sans fil.

Dans les réseaux informatiques, un point d'accès sans fil (WAP ou simplement AP de l'anglais [wireless] access point) est un dispositif qui permet aux périphériques sans fil de se connecter à un réseau câblé ou au réseau Internet à l'aide d'une connexion radio. Le point d'accès en tant que dispositif autonome est habituellement relié à un routeur (par l'intermédiaire d'un réseau câblé), mais il peut aussi faire partie intégrante du routeur lui-même.
Les points d'accès sans fil, les plus répandus, sont de type Wi-Fi (box ou borne Wi-Fi).
Les points d'accès publics ou privés des FAI sont généralement compatibles avec les normes Wi-Fi IEEE 802.11n ou IEEE 802.11ac et offrent des débits supérieurs à 100 Mb/s.
Dans le paysage numérique d'aujourd'hui, la connectivité sans fil est devenue omniprésente. Au cœur de cette révolution se trouve le point d'accès sans fil (WAP), un dispositif qui permet à une multitude d'appareils (ordinateurs portables, smartphones, tablettes, etc.) de se connecter à un réseau filaire ou à Internet

## Qu'est-ce qu'un point d'accès sans fil?
Un point d'accès sans fil est un appareil réseau qui fonctionne comme un pont entre un réseau câblé (Ethernet) et un réseau sans fil. Il émet un signal radio qui permet aux appareils compatibles (dotés d'une carte réseau sans fil) de se connecter et d'échanger des données.

## Fonctionnement simplifié
- Connexion au réseau câblé : Le WAP est généralement connecté à un routeur ou à un modem par un câble Ethernet.
- Émission du signal sans fil : Il diffuse un signal radio dans une fréquence spécifique (2,4 GHz ou 5 GHz), créant ainsi un réseau sans fil local (WLAN).
- Connexion des appareils : Les appareils sans fil détectent ce signal et, après authentification (mot de passe), peuvent se connecter au réseau.
- Transmission des données : Les données sont transmises entre les appareils connectés au WAP et le réseau câblé.

## Les différents types de points d'accès
- Points d'accès autonomes : Ce sont des appareils indépendants qui peuvent être placés n'importe où dans un réseau. Ils sont généralement utilisés pour étendre la couverture d'un réseau sans fil existant ou pour créer de nouveaux réseaux.
- Points d'accès intégrés aux routeurs : De nombreux routeurs domestiques et professionnels intègrent un point d'accès sans fil, ce qui simplifie la configuration d'un réseau domestique.
- Points d'accès à haut débit : Utilisés dans les entreprises et les lieux publics, ces points d'accès offrent des débits élevés et des fonctionnalités avancées pour gérer un grand nombre d'utilisateurs simultanés.

## Les normes Wi-Fi
Les points d'accès sans fil sont conformes à différentes normes Wi-Fi, chacune offrant des débits, des portées et des fonctionnalités spécifiques :
- IEEE 802.11b : La première norme Wi-Fi, offrant des débits modestes et une portée limitée.
- IEEE 802.11g : Successeur de la 802.11b, offrant des débits plus élevés.
- IEEE 802.11n : A apporté une amélioration significative des performances en termes de débit et de portée.
- IEEE 802.11ac : La norme actuelle, offrant des débits très élevés, idéale pour les applications gourmandes en bande passante (vidéos en haute définition, jeux en ligne, etc.).

## Les avantages des points d'accès sans fil
- Flexibilité : Les appareils sans fil peuvent être utilisés n'importe où dans la zone de couverture du réseau.
- Mobilité : Les utilisateurs peuvent se déplacer librement tout en restant connectés.
- Facilité d'installation : La configuration d'un réseau sans fil est généralement plus simple que celle d'un réseau câblé.
- Évolutivité : Il est facile d'ajouter de nouveaux appareils à un réseau sans fil.

## Les défis liés aux points d'accès sans fil
- Interférences : Les signaux Wi-Fi peuvent être perturbés par d'autres appareils électroniques, des murs ou des obstacles physiques.
- Sécurité : Les réseaux sans fil sont vulnérables aux intrusions si les mesures de sécurité ne sont pas correctement mises en place.
- Couverture : Dans les grands espaces ou les bâtiments avec des murs épais, il peut être nécessaire d'utiliser plusieurs points d'accès pour assurer une couverture complète.

## Caractéristiques des PAPI
- Accès public : Les PAPI sont conçus pour être accessibles à tous, sans restriction d'accès.
- Couverture variable : La couverture des PAPI peut varier en fonction de l'emplacement et du nombre d'utilisateurs.
- Sécurité : Les PAPI peuvent être sécurisés par un mot de passe ou par un système d'authentification plus complexe.
- Qualité de service : La qualité de la connexion peut être variable en fonction de la charge du réseau et de la configuration du PAPI.